# Letharia columbiana
Letharia columbiana är en lavart som först beskrevs av Thomas Nuttall, och fick sitt nu gällande namn av J. W. Thomson. Letharia columbiana ingår i släktet Letharia och familjen Parmeliaceae.   Inga underarter finns listade i Catalogue of Life.

## Källor

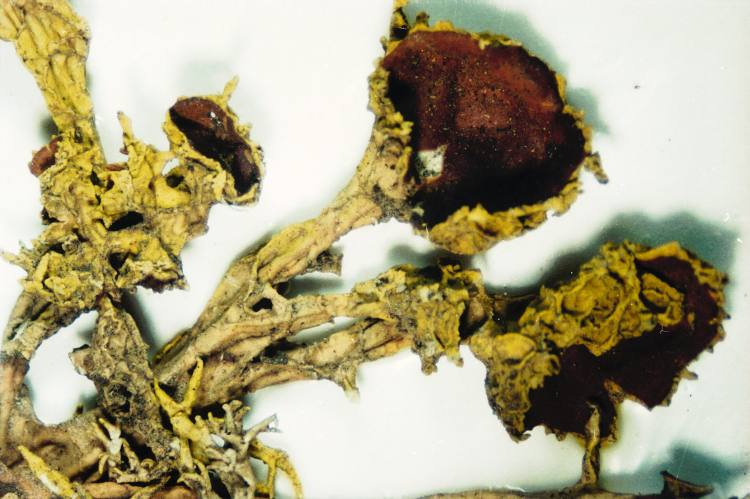
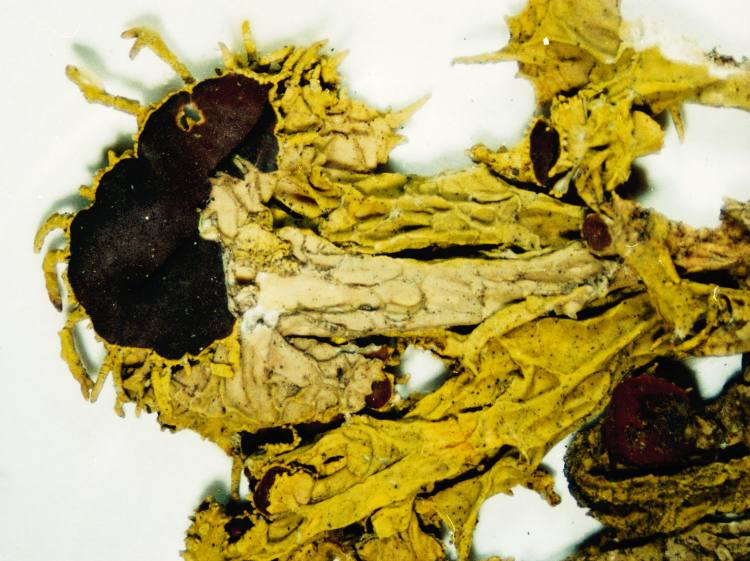
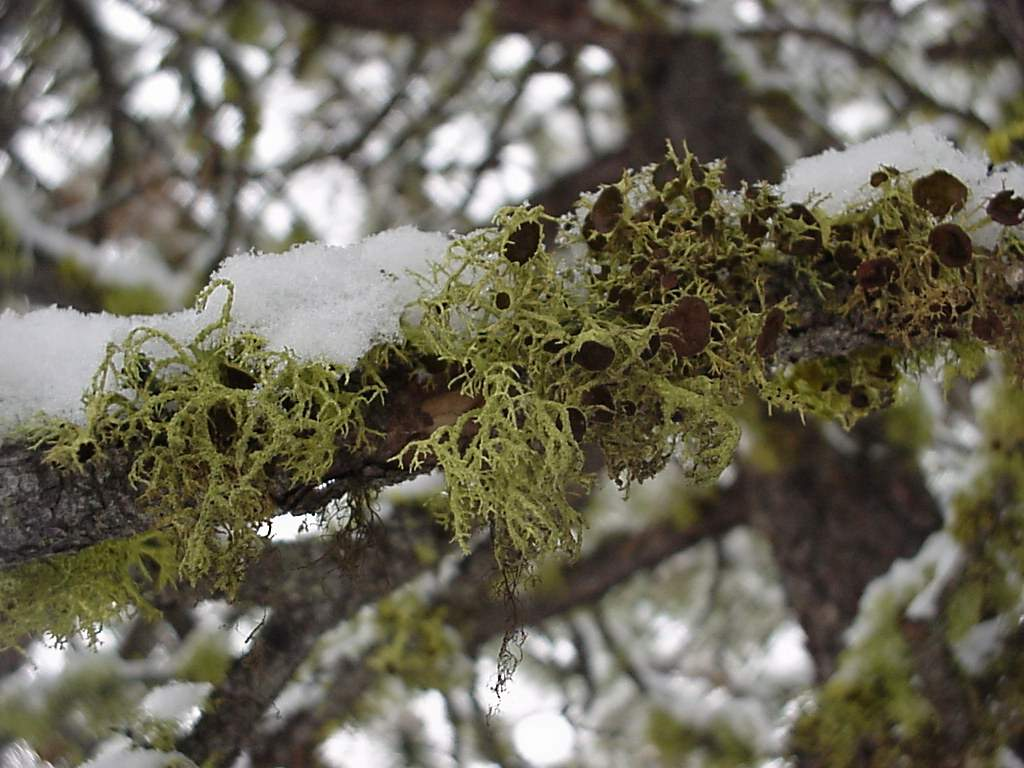